# 나고야 사겐타
나고야 사겐타(일본어: 名越 左源太, 1820년 2월 12일 ~ 1881년 6월 16일)는 일본 에도 시대 말기의 사쓰마번 무사이다. 자는 세이란(일본어: 棲鸞 서란[*]), 휘는 도키토시(일본어: 時敏 시민[*]) 또는 도키유키(일본어: 時行 시행[*])이다. 겐타로, 베에, 다이조 등의 별칭을 가지고 있었다. 나고야 모리쓰구의 아들이다.
가고시마성 아래의 한 마을에서 태어났으며, 가격(家格)은 요리아이(寄合)였다. 시마즈 쓰구토요의 생모의 오빠인 나고야 쓰네와타의 자손으로, 사겐타라는 이름은 나고야 가문의 역대 당주나 적자가 쓰던 것이지만 보통 사겐타라 하면 이 나고야 도키토시(도키유키)를 가리킨다. 1850년 반란에 연루되어 아마미오섬에 유배를 가게 되었는데, 이 때 《난토자쓰와》, 《엔토닛키》 등 아마미오섬의 실정에 관한 저서를 남겼다. 1855년 사면되었으며, 그 후 지샤부교(寺社奉行) 등을 지냈다.

## 참고 문헌
- 《가고시마 현 사료 사쓰마 번 법령집 4》
- 《가고시마 현 사료 시마즈 나리노부·나리오키 공사료》